# Austrolimnophila crassipes
Austrolimnophila crassipes là một loài ruồi trong họ Limoniidae. Chúng phân bố ở miền Australasia.